# JetLag
JetLag è un gruppo musicale di rock progressivo e jazz rock italiano.

## Storia del gruppo
I JetLag si formano a Reggio Calabria nel settembre 1996 e dopo alcuni esperimenti compositivi e vari avvicendamenti si assestano con una formazione stabile nel novembre 1997.
Partecipano quindi con successo a diverse rassegne e festival nell'area calabra e autoproducono nell'ottobre 1998 il loro primo lavoro dal titolo Difference, entusiasticamente accolto dalle riviste di settore e premiato come Top Demo del mese sul mensile Metal Shock del gennaio 1999.
In questa fase, tra le molteplici influenze del gruppo, spiccano il rock progressivo classico degli anni settanta e le ariose atmosfere dei Pink Floyd che si fondono con echi mediterranei e mediorientali, sporadiche incursioni nel jazz rock e il moderno sound rock degli anni novanta, una miscela ricca di contaminazioni e di una spiccata ricerca espressiva.
Nel gennaio 1999 il cantante Andrea Cannizzaro abbandona la formazione a causa di divergenze artistiche: lo sostituisce il cantante e flautista (e sassofonista dal 2003) Luca Salice. Lo stile della band in questa nuova veste, si orienta verso un grintoso sound legato al rock e al jazz di matrice 70's, approfondendo la ricerca alla base della cultura contemporanea e concedendo maggior spazio alla sperimentazione e alle tensioni comunicative, grazie all'adozione della lingua madre per i testi.
Nei primi mesi del 2000 entrano in studio per registrare i brani che costituiscono il loro debutto sulla scena progressive per l'etichetta vicentina Lizard / Pick-Up Records: Delusione Ottica.
Nonostante l'assiduo lavoro che segue nei mesi successivi al debutto, l'equilibrio che sosteneva la vena creativa del gruppo si incrina, e pur lavorando su alcuni entusiasmanti esperimenti e nuovo materiale sonoro, in cui lo stile della band si arricchisce di insospettabili sfaccettature e di un'attitudine obliqua, un sound asciutto e diretto, mai banale, sempre in bilico tra ansia comunicativa e volontà di ricerca sonora, il quintetto decide di prendersi una lunga pausa di riflessione, decidendo la momentanea sospensione del progetto.
Nell'ottobre del 2003 tuttavia, tornano a lavorare insieme per incidere la cover dei King Crimson Pictures of a City, brano che fa parte del tributo prodotto dall'italiana Mellow Records alla storica band inglese, dal titolo The Letters – Un Unconventional Guide to King Crimson, esperienza che li rimette in gioco su nuove strade.

## Ultima formazione
- Saverio Autellitano - organo Hammond, sintetizzatore, piano Fender Rhodes, pianoforte, didjeridoo
- Bruno Crucitti - batteria, percussioni
- Fabio Itri - chitarra elettrica, chitarra folk, voce
- Marco Meduri - basso elettrico
- Luca Salice - flauto traverso, sassofono, voce

## Discografia

### Album
- 1998 - Difference - Overfly (RC)
- 2001 - Delusione Ottica - Lizard/Pickup Records - Bassano del Grappa (VI)
- 2004 - The Letters - An Unconventional Guide to King Crimson - Mellow Records - Sanremo (IM)

### Singoli
- 2000  - Re Nudo - Autoprodotto - Reggio Calabria

## Festival
- 1998 - 1º Maggio Rock - Festival rock a Soverato (CZ)
- 1999 - Universound - Festival rock dell'Università della Calabria - Rende (CS)
- 2001 - Ospiti speciali alla 3ª edizione Universound Festival rock dell'Università della Calabria - Rende (CS)